# Middlepits
Middlepits est une ville du Botswana.